# Армійська група «D»
Армійська група «D» (нім. Armee-Abteilung D), також армійська група Шольц (нім. Armee-Abteilung Scholtz) — армійська група Імперської армії Німеччини за часів Першої світової війни.

## Історія
Армійська група «D» була заснована 18 вересня 1915 року з частин південного флангу Неманської армії, яка у взаємодії з 11-ю армією вела наступальні дії на крайній півночі німецько-російського фронту в загальному напрямку на Курляндський півострів. Об'єднання очолив командир XX корпусу генерал артилерії Ф. фон Шольц, штаб якого став основою формування армійської групи. 28 жовтня 1915 року об'єднання було перейменоване на армійську групу «Шольц», а 10 січня 1917 року групі повернули колишню назву — армійська група «D». 2 жовтня 1918 року об'єднання припинило існування, ставши основою для створення XX корпусу 2-го формування.

## Командування

### Командувачі
- генерал артилерії Фрідріх фон Шольц (нім. Friedrich von Scholtz) (18 вересня 1915 — 2 січня 1917);
- генерал-лейтенант, з 27 січня 1917 року генерал від інфантерії Оскар фон Гут'єр (нім. Oskar von Hutier) (2 січня — 22 квітня 1917);
- генерал від інфантерії Гюнтер фон Кірхбах (нім. Günther Graf von Kirchbach) (22 квітня — 12 грудня 1917);
- генерал артилерії, з 23 січня 1918 року генерал-полковник Ганс фон Кірхбах (нім. Hans von Kirchbach) (12 грудня 1917 — 2 жовтня 1918).